# Augusta-Victoria de Schleswig-Holstein-Sonderbourg-Augustenbourg
Titres
Épouse du prétendant au trône royal de Prusse et au trône impérial allemand
9 novembre 1918 – 11 avril 1921
(2 ans, 5 mois et 2 jours)
Reine de Prusse
15 juin 1888 – 9 novembre 1918
(30 ans, 4 mois et 25 jours)
Impératrice allemande
15 juin 1888 – 9 novembre 1918
(30 ans, 4 mois et 25 jours)
Augusta-Victoria de Schleswig-Holstein-Sonderbourg-Augustenbourg, née le 22 octobre 1858 à Sommerfeld et morte le 11 avril 1921 à Doorn, est une princesse germano-danoise, impératrice allemande et reine de Prusse par son mariage avec Guillaume II.

## Biographie

### Famille et jeunesse
Fille de Frédéric-Auguste de Schleswig-Holstein-Sonderbourg-Augustenbourg et d'Adélaïde de Hohenlohe-Langenbourg, elle est une petite-nièce de la reine Victoria du Royaume-Uni. Elle est la sœur aînée de Caroline-Mathilde, d'Ernest-Gonthier et de Louise-Sophie de Schleswig-Holstein-Sonderbourg-Augustenbourg.
Surnommée « Donna » par sa famille, elle passe son enfance dans le Schleswig, où elle ne connaît pratiquement rien du monde.

### Mariage et descendance

L'impératrice Augusta-Victoria par Philip de Laszlo en 1908.

Sans illusion sur son avenir de princesse issue d'une dynastie secondaire et venant d'une région reculée d'Allemagne, elle est fiancée à son cousin le prince Ernest de Saxe-Meiningen, fils cadet du duc Georges II de Saxe-Meiningen-Hildburghausen et de la princesse Théodora de Hohenlohe-Langenbourg, lorsqu'une des cousines de sa mère, la princesse héritière Victoria de Prusse, épouse du Kronprinz Frédéric, la remarque et songe à elle pour épouser son fils aîné le prince Guillaume. Ses fiançailles avec le prince de Saxe-Meiningen sont alors rompues.
Guillaume avait d'abord demandé en mariage sa cousine, Élisabeth de Hesse-Darmstadt, mais celle-ci avait refusé. Vexé, il est déterminé à épouser rapidement une autre princesse. La famille de Guillaume est à l'origine contre le mariage avec Augusta-Victoria, dont le père n'est même pas un souverain. Cependant, le chancelier Otto von Bismarck est un fervent partisan de l'union, estimant que cela mettrait fin au différend entre le gouvernement prussien et le père d'Augusta-Victoria. En fin de compte, l'intransigeance de Guillaume et le soutien de Bismarck persuadent la famille impériale à donner son consentement officiel.
La jeune princesse tombe amoureuse de son futur mari au premier regard et sera toute sa vie la première admiratrice du « Kaiser ». D'ailleurs, le prince apprécie chez la jeune femme l'absence de coquetterie et sa profonde piété.
Le mariage est célébré le 27 février 1881. Le couple a sept enfants en dix ans de mariage dont six fils, ce qui consolide particulièrement la Maison de Hohenzollern :
- Guillaume (1882-1951) épouse en 1905 Cécile de Mecklembourg-Schwerin ;
- Eitel-Frédéric (1883-1942) épouse en 1906 Sophie-Charlotte d'Oldenbourg (sans postérité) ;
- Adalbert (1884-1948) épouse le 3 août 1914 Adélaïde de Saxe-Meiningen ;
- Auguste-Guillaume (1887-1949) dit « Auwi » épouse en 1908 Alexandra-Victoria de Schleswig-Holstein-Sonderbourg-Glücksbourg ;
- Oscar (1888-1958) épouse le 31 juillet 1914 Ina-Maria von Bassewitz ;
- Joachim (1890-1920) épouse en 1916 Marie-Auguste d'Anhalt (séparés en 1919) ;
- Victoria-Louise (1892-1980) dite « Sissy » épouse en 1913 Ernest-Auguste de Brunswick (1887-1953).

Elle a une nette préférence pour son plus jeune fils, le prince Joachim, et pour sa fille, la princesse Victoria-Louise, dont le mariage est vécu douloureusement. Elle veille à l'éducation de ses enfants, qui est stricte, mais elle se montre assez indulgente.
Elle a une relation quelque peu tiède avec sa belle-mère, qui avait espéré que la jeune femme aiderait à combler le fossé entre elle et Guillaume, ce qui n'est pas le cas. L'impératrice douairière est également ennuyée que le titre de chef de la Croix-Rouge soit attribué à Augusta-Victoria, qui n'a aucune expérience ou inclination pour les soins infirmiers ou les activités caritatives, bien que dans ses mémoires, la princesse Victoria-Louise brosse un tableau différent, déclarant que sa mère aimait le travail caritatif. L'impératrice prend souvent plaisir à snober sa belle-mère, généralement par de petits incidents, comme en lui disant qu'elle porterait une robe différente de celle recommandée par Victoria, qu'elle ne monterait pas à cheval pour retrouver sa silhouette après l'accouchement, Guillaume n'ayant pas l'intention de s'arrêter à un seul fils, ou encore en l'informant que sa fille, Victoria-Louise, n'est pas nommée en son honneur, bien que, encore une fois, dans ses mémoires, la princesse déclare qu'elle porte le nom de sa grand-mère et de son arrière-grand-mère, Victoria. Augusta-Victoria et sa belle-mère se rapprochent pendant quelques années lorsque Guillaume devient empereur, car elle est souvent seule lorsqu'il est occupé par des exercices militaires. Elle ne laisse toutefois jamais ses enfants seuls avec leur grand-mère, de peur qu'ils ne soient influencés par son libéralisme. Augusta-Victoria est au chevet de Victoria à sa mort en 1901.

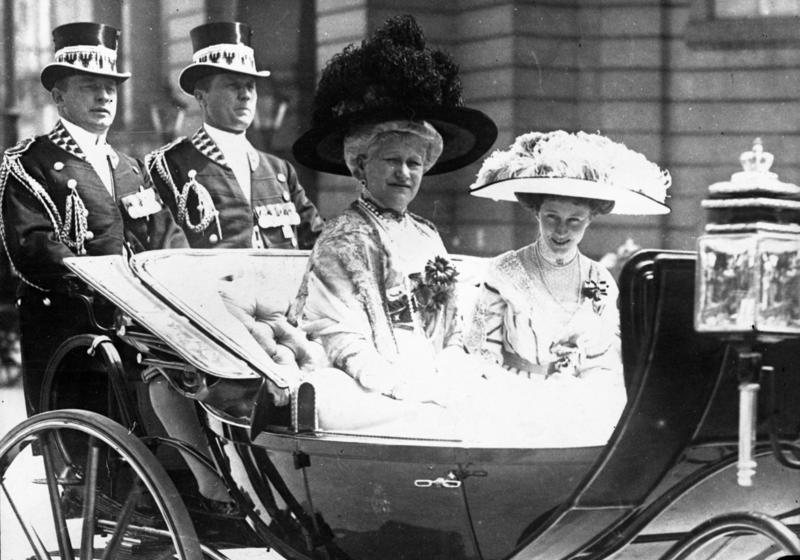
L'impératrice Augusta-Victoria et sa fille la princesse Victoria-Louise à Berlin en 1911.

Augusta-Victoria a également des relations peu cordiales avec certaines de ses belles-sœurs, en particulier avec Sophie, princesse héritière de Grèce. En 1890, lorsque Sophie annonce son intention de se convertir à l'orthodoxie grecque, Augusta-Victoria la convoque et lui dit que si elle le faisait, non seulement Guillaume, en tant que chef de l'Église protestante de l'Union prussienne, trouverait cela inacceptable, mais qu'elle serait interdite de revenir en Allemagne et que son âme finirait en enfer. Sophie lui répond que sa religion est uniquement son affaire. Augusta-Victoria devient hystérique et donne naissance prématurément à son fils, le prince Joachim, qu'elle surprotège toute sa vie, le croyant délicat. Guillaume écrit à sa mère que si l'enfant n'avait pas survécu, cela aurait été de la faute de Sophie.
Durant le règne de son mari et jusqu'en exil, elle ne s'occupe pas de politique, incarnant les vertus de la « Hausfrau » allemande, ce qui la rend populaire. Elle n'aime ni les catholiques, ni les étrangers. Elle choisit ses dames d'honneur uniquement dans des milieux protestants de l'Allemagne du Nord et, pendant le règne de son mari, fera édifier un grand nombre de lieux de culte luthériens, notamment à Berlin (église de la Réconciliation) et à Metz.
Pendant la Première Guerre mondiale, l'impératrice rend visite aux blessés et fonde des hôpitaux.

### Dernières années

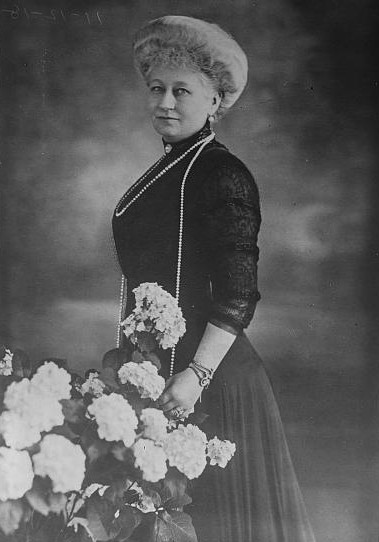
L'impératrice Augusta-Victoria.

Lorsqu'en novembre 1918, le Kaiser fuit l'Allemagne et se réfugie aux Pays-Bas, elle reste seule avec sa belle-fille, la princesse héritière Cécile, à Potsdam. Elle obtient du gouvernement provisoire de pouvoir aller rejoindre son mari aux Pays-Bas, le 28 novembre 1918.
Atteinte d'une affection cardiaque, et ayant douloureusement subi l'échec du mariage de son fils préféré, le prince Joachim, elle meurt le 11 avril 1921, peu après le suicide de celui-ci. Son petit-fils, le prince Louis-Ferdinand de Prusse, conservera une admiration sans borne pour sa grand-mère.
Devenu veuf, Guillaume II se remarie le 5 novembre 1922 avec Hermine Reuss zu Greiz, princesse douairière de Schönaich-Carolath.

## Distinctions
- 16 mai 1881 : dame de l'ordre de la Reine Marie-Louise[4]
- 29 juin 1884 : dame de l'ordre de Sainte-Catherine[5]
- 25 juin 1888 : dame grand-croix de l'ordre de l'Aigle noir[6],[7]
- 1889 : dame de l'ordre d'Olga[8]
- 22 octobre 1898 : récipiendaire de la Croix rouge (Prusse)
- 1900 : dame grand-croix de l'ordre d'Élisabeth
- 13 avril 1902 : dame grand-cordon de l'ordre de la Couronne précieuse[9]
- Dame grand-croix de l'ordre de l'Aigle rouge[10],[11]
- Grande-maîtresse de l'ordre de Louise[12]
- Dame grand-croix de l'ordre protestant de Saint-Jean[13]
- Grande-maîtresse de l'ordre de la Croix du mérite (Prusse)
- Récipiendaire de la Croix de Jérusalem (Prusse)
- Dame de l'ordre de Sainte-Élisabeth
- Dame grand-croix de l'ordre de Thérèse
- Dame de l'ordre de Sainte-Anne (Bavière)
- Dame grand-croix de l'ordre de Sidonie
- Dame de l'ordre de Marie-Anne (Saxe)
- Dame de l'ordre de Berthe (Lippe)
- Dame de l'ordre de la Croix étoilée
- Dame grand-croix de l'ordre royal de Sainte-Isabelle de Portugal
- Dame grand-croix de l'ordre de Carol Ier
- Dame de l'ordre de la Charité
- Dame de première classe de l'ordre royal de Victoria et Albert[14]
- Récipiendaire de la médaille du jubilé de diamant de Victoria

## Hommages
Une rose lui est dédiée en 1891 sous le nom de Kaiserin Auguste Viktoria. La baie de l'Impératrice-Augusta en Papouasie-Nouvelle-Guinée porte son nom, ainsi que l'hôpital Augusta Victoria à Jérusalem.